# Ana da Saxônia (1437–1512)
Ana da Saxônia (em alemão:  Anna von Sachsen; Meissen, 7 de março de 1437  — Neustadt an der Aisch, 31 de outubro de 1512) foi uma da Saxônia por nascimento, além de marquesa de Brandemburgo-Ansbach e Brandemburgo-Kulmbach, e posteriormente, eleitora de Brandemburgo pelo seu casamento com Alberto III Aquiles.

## Família
Ana foi a segunda filha nascida de Frederico II, Eleitor da Saxônia e de Margarida da Áustria. Seus avós paternos eram Frederico I, Eleitor da Saxônia e Catarina de Brunsvique-Luneburgo. Seus avós maternos eram Ernesto, Duque da Áustria e Cimburga da Mazóvia.
Ela teve sete irmãos, que eram: Amália, esposa do duque Luís IX da Baviera; Frederico, noivo de Carlota de Saboia; Ernesto, Eleitor da Saxónia, marido de Isabel da Baviera; Alberto III, Duque da Saxónia, marido de Sidônia da Boêmia; Margarida, freira e depois abadessa em Seusslitz; Edviges, abadessa de Quedlimburgo, e Alexandre.

## Biografia
Aos 21 anos de idade, a princesa casou-se com o então marquês Alberto III Aquiles, de 44 anos, tornando-se sua segunda esposa. Ele era filho de Frederico I de Brandemburgo e de Isabel da Baviera-Landshut. 
A primeira esposa de Alberto foi Margarida de Baden, que morreu em 1457, com quem ele teve seis filhos.
A marquesa recebeu o Castelo de Hoheneck e as cidades de Leutershausen e Colmberg, na Baviera.
Ana e Alberto tiveram treze filhos. Ele morreu em 11 de março de 1486, e deixou para a esposa a residência em Neustadt an der Aisch no seu testamento, além de uma renda. 
Ana faleceu aos 75 anos de idade, em 31 de outubro de 1512, mais de 26 anos após ficar viúva. Foi enterrada na Abadia de Heilsbronn, na Baviera.

## Descendência
- Frederico I de Brandemburgo-Ansbach (8 de maio de 1460 – 4 de abril de 1536), sucessor do pai. Foi marido da princesa Sofia da Polônia, com quem dezessete filhos;
- Amália de Brandemburgo (1 de outubro de 1461 – 3 de setembro de 1481), condessa palatina de Zweibrücken e Veldenz como esposa de Caspar do Palatinado Zweibrücken. Sem descendência;
- Ana de Brandemburgo (n. e m. final de 1462 ou início de 1463);
- Bárbara de Brandemburgo (30 de maio de 1464 – 4 de setembro de 1515), seu primeiro marido foi duque Henrique XI de Glogóvia. Depois, foi rainha da Hungria como esposa de Vladislau II da Hungria, de quem se divorciou em 1500. Sem descendência;
- Alberto de Brandemburgo (5 de março de 1466 – novembro de 1466);
- Sibila de Brandemburgo (31 de maio de 1467 – 9 de julho de 1524), duquesa de Jülich-Berg como esposa de Guilherme IV de Jülich-Berg, com quem teve uma filha, Maria de Jülich-Berg, mãe de Ana de Cleves, quarta consorte do rei Henrique VIII de Inglaterra;
- Sigismundo de Brandemburgo-Kulmbach (27 de setembro de 1468 – 25 de fevereiro de 1495), sucessor do pai. Não se casou e nem teve filhos;
- Alberto de Brandemburgo (16 de julho de 1470 – 12 de agosto de 1470);
- Doroteia de Brandemburgo (12 de dezembro de 1471 - 13 de fevereiro de 1520), freira em Santa Clara, em Bamberg, e depois abadessa de 1493 a 1506;
- Jorge de Brandemburgo (30 de dezembro de 1472 – 5 de dezembro de 1476);
- Isabel de Brandemburgo (8 de abril de 1474 – 25 de abril de 1507), esposa do conde Hermano III de Henneberg-Aschach;
- Madalena de Brandemburgo (28 de julho de 1476 – antes de 4 de fevereiro de 1480);
- Anastásia de Brandemburgo (14 de março de 1478 – 4 de julho de 1534), esposa do conde Guilherme VII de Henneberg-Schleusingen.